# ヒメスゲ

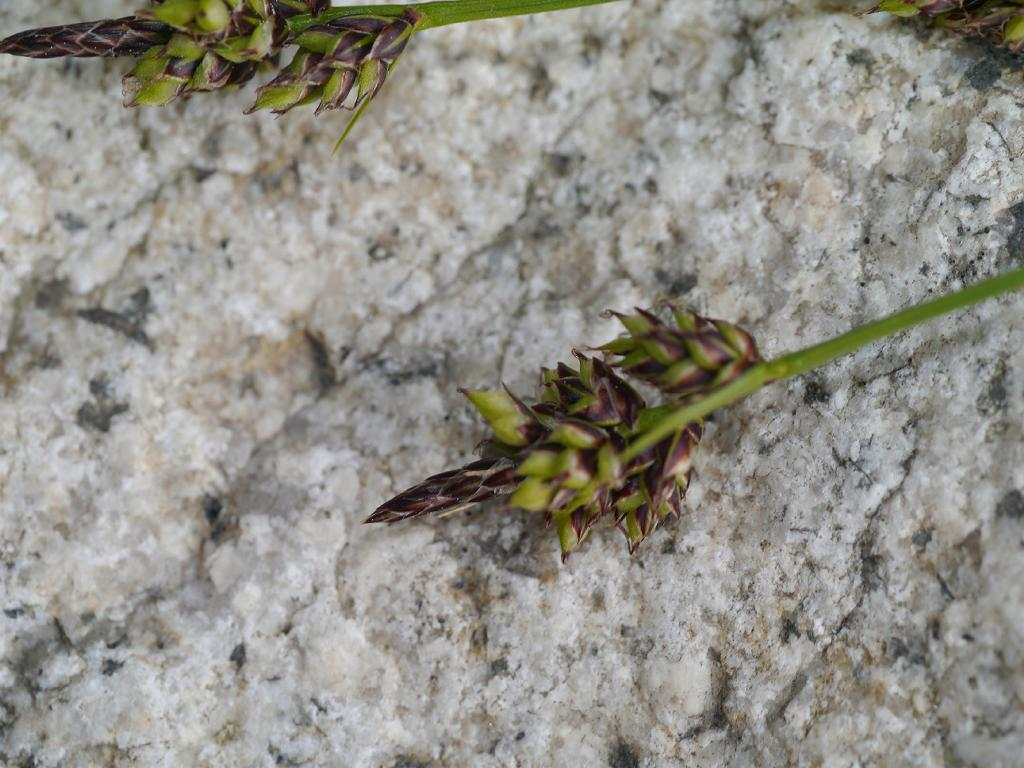
花序

ヒメスゲは、カヤツリグサ科スゲ属に属する小型の植物である。温帯域に生育する。

## 特徴
ヒメスゲ(Carex oxyandra Kudo)は、山地の草原などに生える小型の菅である。背丈はせいぜい30cmといったところ。株が寄り集まって塊になるが、細い匍匐枝も伸ばす。花茎は葉より上に伸び、先端に小穂をかためて着ける。先端の雄小穂は線形、速報の雌小穂は短い棒状か楕円形、いずれも柄はない。雌小穂はやや離れてつくものを生じることもある。雄花と雌花の鱗片は、いずれも黒っぽい紫色に色づき、つやがあるのが特徴である。
大きな特徴は基部がはっきりと血赤色を帯びることで、熟すと白っぽくなる果胞も特徴的。
なお、果胞の嘴が特に長い変種、ナガミヒメスゲ C. oxyandra var. lanceata (Kuek.) Ohwi が知られている。
果実が熟すると穂は頭を垂れる。このときの様子はスズメノヤリに似ている。

## 生育環境
北海道から九州まで分布があるが、ブナ帯以上の地域に生育するものである。中部地方以北では、山地から高山にかけてごく普通にはえ、林縁や草地など、やや日当たりの良いところに生える。それ以南、以西の地域では、山地の高所に点々と分布があるのみである。
ヒメスゲは高地においてはヘビノネゴザなどと共に尾根筋の開けた岩地でも見ることが多く、そういった場所での自生状況は高山植物の雰囲気もある。地上に露出することもある強い根茎を引いて群落化する傾向があり、同じような環境でショウジョウスゲ、コタヌキラン、ホソバヒカゲスゲ、ニイタカスゲなどがライバルとなることも多い。標高の低い地域では、基部が血赤を帯びることもあるヒナスゲと混成する場所もあるのかもしれないが、ヒナスゲは背が低く、小穂を単独で生じること、冬季は葉がウシノケグサのように針状になることで識別できる。
高地ではこのスゲの見られる日当たりのよい環境で、フキバッタ類の高山種、ヒロバネヒナバッタや近縁の高山種。ヒシバッタなどを見る。
ショウジョウスゲと共に、比較的標高の低い地域でも見られ生息幅が広い。残存しやすい枯死部は、雪の下で周囲の小型の生物に快適な環境を提供していると思われる。

## 近縁種
近縁種がいくつかあるが、いずれも小型のスゲで、長くのびた花茎の先に果胞がまとまってつく。また、雌雄花の鱗片が黒っぽいのも共通する。
クロヒナスゲ　C. gifuensis Franch.　は本州と四国のごく限られた地域にのみ産する。山地の林内に生育し、匍匐枝を出して一面に広がる。果胞にはっきりとした脈が見られる。
タカネヒメスゲC. melanocarpa Cham. ex Trantv. や　トナカイスゲ　C. globularis L.は、国内では北海道の一部にしか見られないが、シベリア方面に分布するものである。ヌイオスゲC. panheurckii Muell. Arg. は北海道と本州中部以北の高山にあり、雄小穂が長いので区別できる。
サワヒメスゲ C. mira Kuek. は、これらとは異なり本州中部以西の低山に分布し、上流域の河川沿いの岩の上に生じる。果胞はやや偏平で嘴が長い。